# Cabreros del Monte
Cabreros del Monte is een gemeente in de Spaanse provincie Valladolid in de regio Castilië en León met een oppervlakte van 28,00 km². Cabreros del Monte telt 73 inwoners (1 januari 2016).

## Demografische ontwikkeling
Bron: INE, 1857-2011: volkstellingen